# Eskilstuna hus

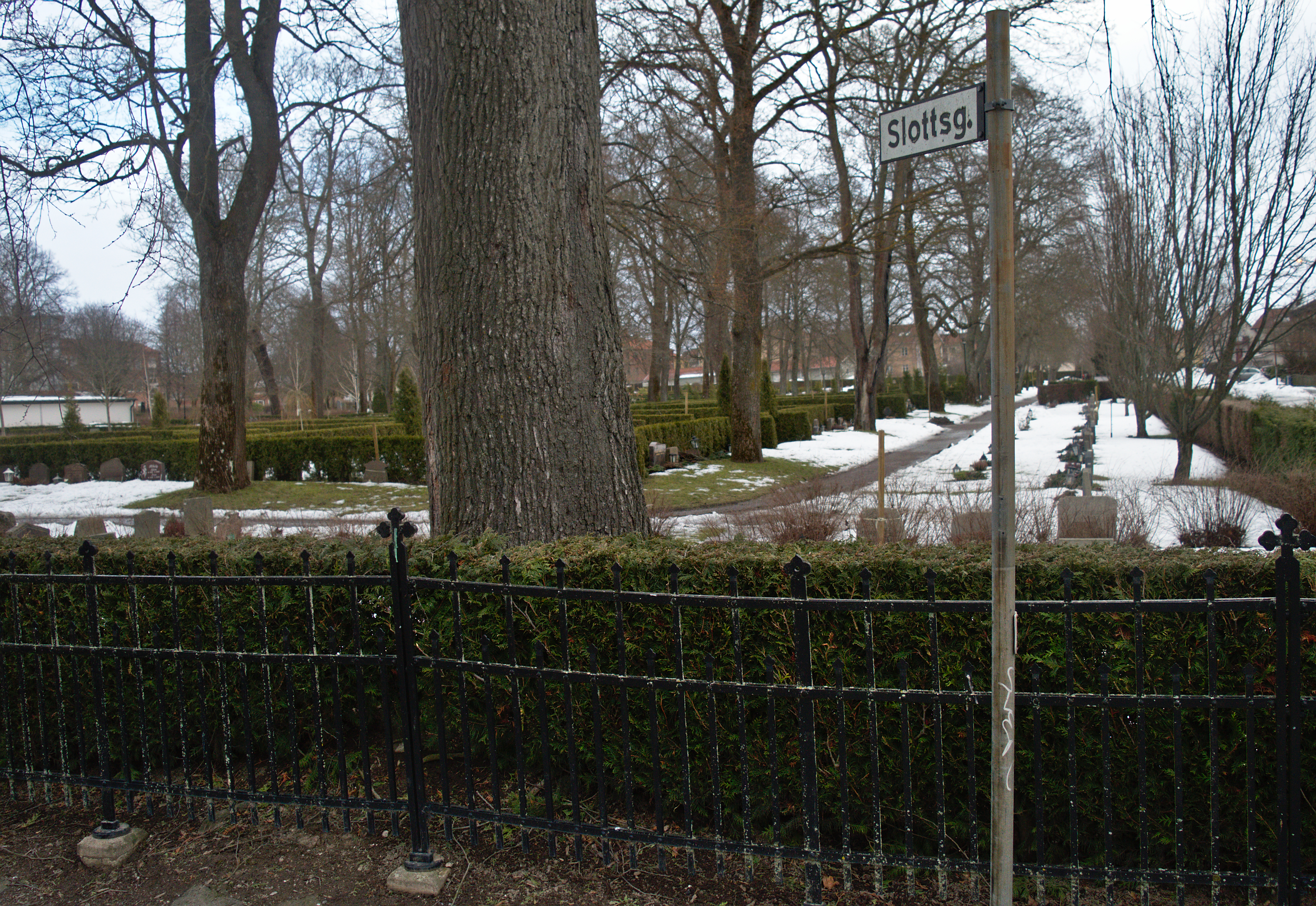
Slottsgatan med kyrkogården som nu finns på platsen.

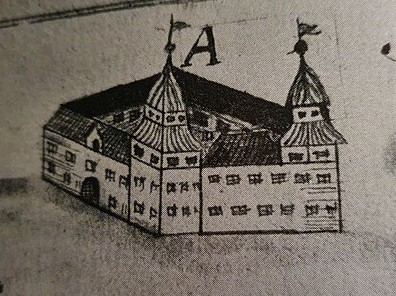
Eskilstunahus återgivet på karta från 1641, den äldsta kända avbildningen av slottet.

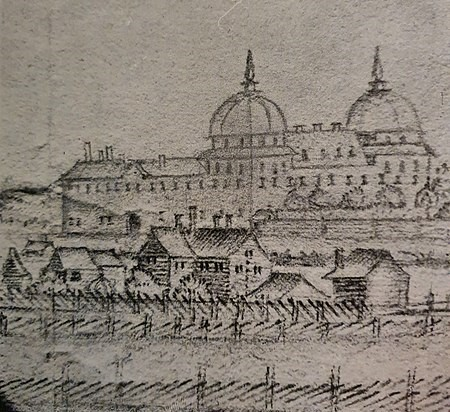
Teckning av Eskilstunahus från söder av Erik Dahlberg. Även om vyn från det här hållet aldrig användes i Sueciaverket ger det en bra bild av slottets verkliga utseende vid den tid det avbildades.

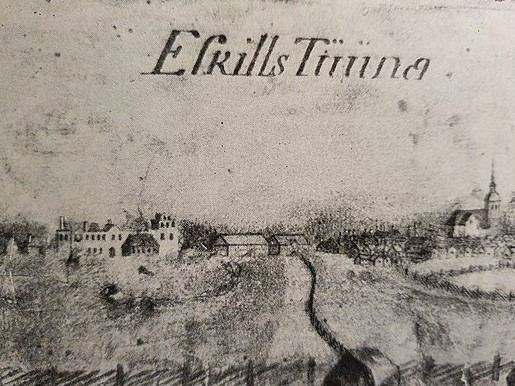
Eskilstunahus som ruin, avbildad på Mälarkartan 1689. Till höger syns Fors kyrka.

Eskilstuna hus var en kunglig slottsbyggnad i Eskilstuna stad, Södermanland, uppfört efter 1585 genom tillbyggnad av det tidigare Johanniterklostret i Eskilstuna, och förstört i en brand 1680. 

## Historik
Byggnaden med tillhörande trädgårdar var belägna på platsen där Sankt Eskil hade byggt sin första kyrka. På slutet av 1100-talet eller 1200-talet anlades på platsen det johanniterkloster som 1527 drogs in till kronan. Gustav Vasa lät därefter bygga om klostret till ett kungligt residensslott som dock bara stod i drygt 150 år. Gustav Vasa och hans söner vistades emellanåt på Eskilstuna hus. 1568 föddes Johan III:s dotter Anna på slottet och 1589 dog hertig Karls första fru Maria av Pfalz där. 
Karl IX lät som hertig och under sin tid som kung bygga ut slottet till ett renässansslott, vilket avslutades under hans son Karl Filips (1601–1622) tid som hertig av Södermanland. 1606 förordnade Karl IX, att en "handtverkstad" skulle byggas som skulle lyda under Torshälla. Detta varade fram till 1659 då Eskilstuna fick stadsprivilegier och egen jurisdiktion samt rätt att "föra och bruka eget signete". En ritning av Jean de la Vallée från 1658 med ett förslag till en ny slottsanläggning längre nedströms längs ån förverkligades aldrig.
En brand förstörde år 1680 slottets övre våningar så att endast källarna återstod. Dessa användes därefter som fängelse. Här fängslades bland andra Anna Eriksdotter, den sista personen i Sverige som avrättades för häxeri, 1704.
Efter branden i Slottet tre kronor i Stockholm beslutade man 1699 att skicka soldater att riva ned delar av byggnaderna för att skicka byggnadsmateriel till Stockholm. Även senare fortsatte man bryta sten här, 1737 fick bönderna i socknen tillstånd att hämta 35.000 tegel från ruinen för att bygga tornet till Husby-Rekarne kyrka.
Idag upptas platsen av Slottsskolan och en kyrkogård som tillhör Eskilstuna pastorat. Lämningar av slottet finns fortfarande på kyrkogården. Två pelare står vid infarten till Nyby herrgård i Torshälla.